# 盧潤瀛
盧潤瀛（？—？）陕西城固人，清末政治人物。

## 生平
盧潤瀛是清朝优贡。清末，盧潤瀛任內閣中書。后来先后出任陕西谘议局议员、资政院议员。